# Schlacht von Artah
Die Schlacht von Artah, auch Schlacht von Harim, fand am 10. August 1164 zwischen den syrischen Truppen von Nur ad-Din und den Kreuzfahrern unter Bohemund III. statt.

## Vorgeschichte
Im Jahre 1164 erfuhr Nur ad-Din, dass König Amalrich I. von Jerusalem mit seinem Hauptheer einen Feldzug nach Ägypten unternahm. Außerdem war der byzantinische Kaiser Manuel I., unter dessen Protektorat das Fürstentum Antiochia stand, auf einem Feldzug auf dem Balkan beschäftigt. Nur ad-Din nutzte die Gelegenheit, das kaum geschützte Fürstentum Antiochia anzugreifen. Als Nur ad-Din die Festung Harenc (Harim) bei Artah belagerte, rief der Fürst von Antiochia, Bohemund III., seine Verbündeten aus Byzanz und Tripolis zu Hilfe. Das Heranrücken der byzantinischen Truppen veranlasste Nur ad-Din, die Belagerung scheinbar abzubrechen und sich zurückzuziehen.

## Die Schlacht
Bohemund verfolgte Nur ad-Din mit ca. 600 Rittern, womit er geradewegs in einen Hinterhalt hineinritt, vor dem ihn seine armenischen Verbündeten Thoros II. und Mleh wiederholt gewarnt hatten. Die Ritter wehrten sich verbissen, aber nach einer kurzen Schlacht war der Großteil der fränkischen Truppen getötet oder in Gefangenschaft. Die Gefangenen wurden in Ketten nach Aleppo gebracht, darunter die Mehrzahl der vornehmen Ritter und lokalen Adligen, wie Raimund von Tripolis, Hugo von Lusignan und Bohemund selbst. Thoros und Mleh entkamen.

## Folgen
Da Antiochia nun wehrlos war, drängten Nur ad-Dins Berater, die Stadt rasch einzunehmen. Dieser unterließ einen Angriff, weil er befürchtete, dass die Byzantiner die Zitadelle so lange halten könnten, bis Manuel I. mit seinem Heer eintraf. Kurz darauf entließ er den byzantinischen Heerführer Konstantin Koloman gegen geringes Lösegeld. Auch viele fränkische Adlige wurden später ausgelöst, einzig Raimund wollte Nur ad-Din nicht freigeben. Er sollte erst nach acht oder zehn Jahren Gefangenschaft freikommen.